# Хроніки Холіншеда

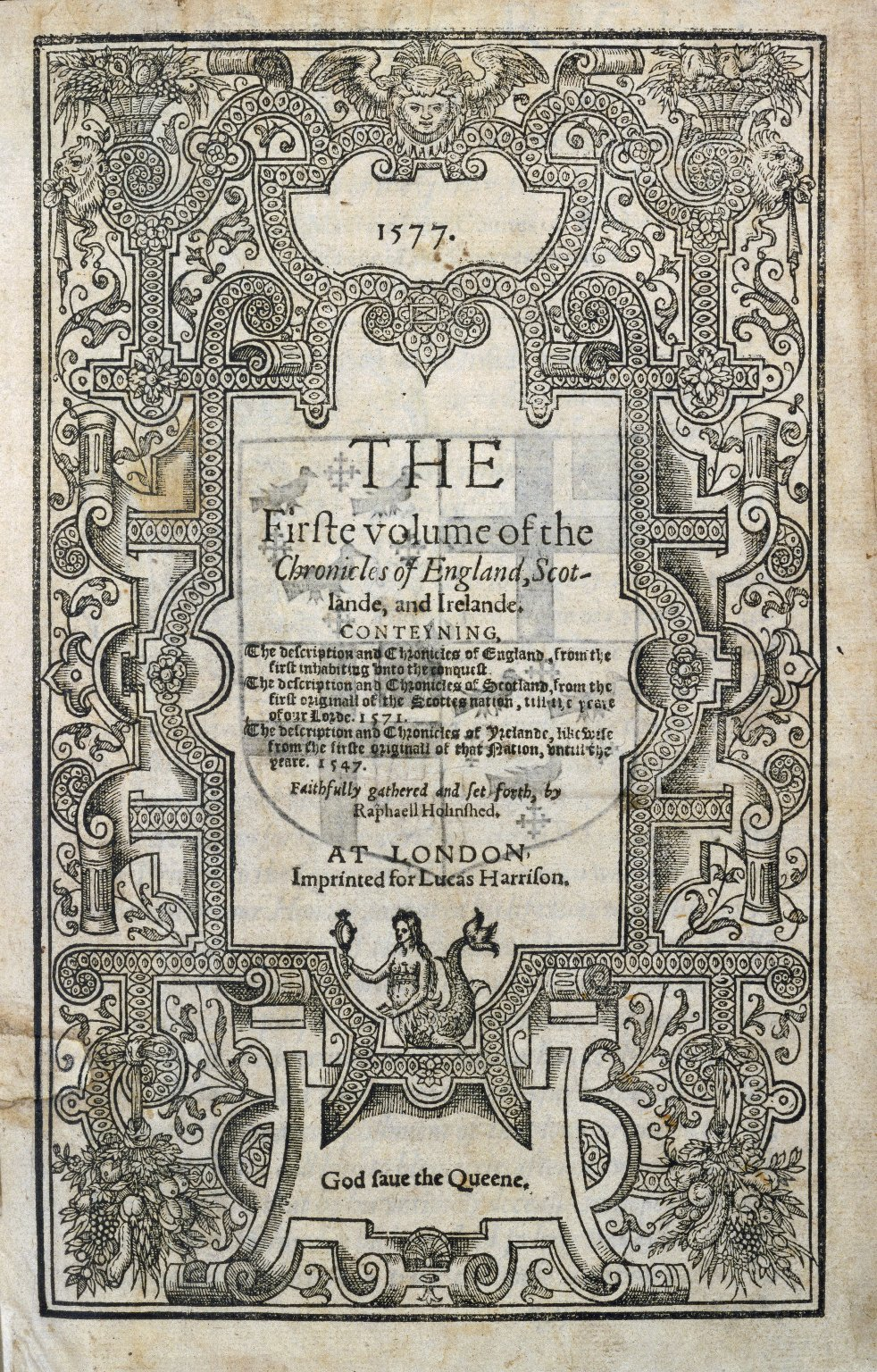
Титульна сторінка першого видання «Хронік» Холіншеда (1577)

«Хроніки» Холіншеда, також відомі як «Хроніки Англії, Шотландії та Ірландії» Холіншеда — спільна праця, опублікована у кількох томах і двох виданнях, перше видання 1577 року, друге — 1587 року. Ґрунтовний, вичерпний опис британської історії, опублікований у трьох томах (Англія, Шотландія та Ірландія).
«Хроніки» викликали інтерес через їх широкі зв'язки з хроніками Шекспіра, а також з п'єсами «Король Лір», «Макбет» та «Цимбелін». Нещодавні дослідження «Хронік» зосереджені на міждисциплінарному підході; численні літературознавці вивчали традиційні історіографічні матеріали крізь літературну призму, зосереджуючись на тому, як сучасні чоловіки та жінки читали історичні тексти.
«Хроніки» були основним джерелом для багатьох інших письменників епохи Відродження, таких як Крістофер Марлоу, Едмунд Спенсер та Джордж Деніел.

## Опис

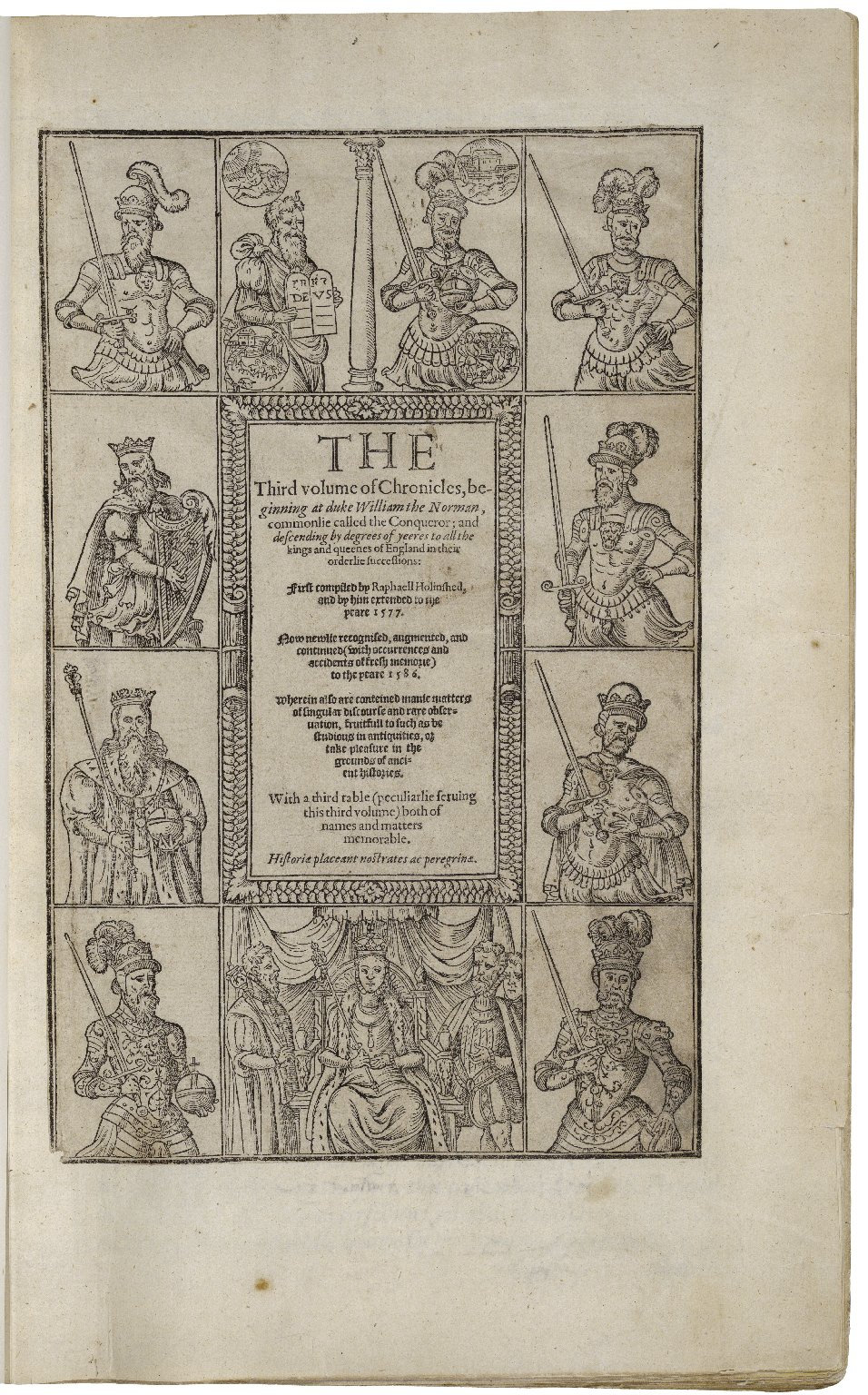
Титульна сторінка другого видання

1548 року лондонський друкар Реджинальд Вулф задумав створити «Універсальну космографію всього світу, а також певні окремі історії кожної відомої нації». Він хотів, щоб робота була надрукована англійською мовою, а також щоб у книзі були карти та ілюстрації. Він придбав багато праць Джона Леланда, і за їх допомогою побудував хронології та намалював актуальні карти. Коли Вулф зрозумів, що не може самостійно завершити цей проєкт, він найняв Рафаеля Холіншеда та Вільяма Гаррісона, щоб ті допомогли йому.
Вулф помер у 1573 році, не дочекавшись завершення роботи, і проєкт, який був перетворений на роботу, присвячену виключно Британським островам, керував консорціум із трьох членів Компанії канцелярських товарів. Вони залишили Холіншеда, який найняв Гаррісона, Річарда Стеніхерста, Едмунда Кемпіона та Джона Гукера. У 1577 році праця була опублікована у двох томах після певної цензури Таємною радою деяких внесків Стеніхерста про Ірландію.
Оповідь «Хронік» характеризується набором риторичних фігур та тематичних парадигм, що встановлюють національні, королівські, лицарські та героїчні ідеали, що визначають державу, її монарха, її лідерів та політичну роль простого народу.

## Вплив на Шекспіра
Вважається, що Вільям Шекспір використовував перероблене друге видання «Хронік» (опубліковане в 1587 році) як джерело для більшості своїх історичних п'єс, сюжету «Макбета», частин «Короля Ліра» та «Цимбеліна».
Кілька інших драматургів, таких як Крістофер Марлоу, використовували «Хроніки» як джерело.

### Хроніки та Макбет

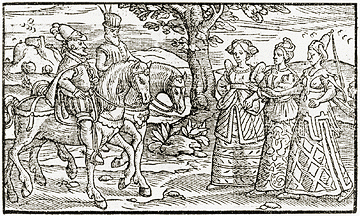
Панорамна картина зустрічі лордів із дамами, використана, серед іншого, для ілюстрації «Зустрічі Макбета та Банко з відьмами» у першому виданні «Хронік» Холіншеда

Шекспір широко використовував роботу Холіншеда у «Макбеті», але у зміненій формі. Прикладом є Три відьми, яких Холіншед описує як «істот бузини… німф або фей». Німфи та феї зазвичай вважаються красивими та молодими, але три відьми Шекспіра у «Макбеті» потворні, темні та дивні. Вважається, що він вніс зміни, щоб посилити напругу та похмурість п'єси. Однак у «Хроніках» бракувало будь-яких описів характеру Макбета, тому Шекспір імпровізував у кількох моментах. Персонажі Банко та Флінс також були взяті з творів Холіншеда, але зараз вони вважаються винаходами 16 століття.
Основна відмінність у «Хроніках» полягає в характеризації персонажів. Персонаж Макбета зображено переважно як доброго правителя, короля, який був справедливим і праведним протягом 17 років. Сюжет зображує короля Дункана як другорядного персонажа та слабкого короля. Можливо, що тлумачення шекспірівського «Короля Дункана» було натхненне історією про короля Даффа, що міститься в «Хроніках». Ця історія розвиває схожий наратив, оскільки король Дафф та його вбивця Донвальд точно відображають розповідь про короля Дункана та Макбета. Погані ознаки, що настали після вбивства Даффа, подібним чином відображені в оповіді Шекспіра.
Сюжет
Розповідь про Макбета з «Хронік» відрізняється від версії Шекспіра багатьма аспектами. У п'єсі є сцена, в якій Банко та Макбет зустрічають трьох жінок, кожна з яких говорить про пророцтво, яке сприятиме характеризації цих жінок як «потойбічних». Перша жінка каже: «Все добре, Макбете, тане з Гламміса» (титул, який він щойно успадкував після смерті батька). Друга жінка кажуть: «Все добре, Макбете, тане з Коудера». Третя також каже: «Все добре, Макбете, що відтепер буде королем Шотландії». Щойно вони з'явилися, три жінки «відразу зникли з поля зору».
У версії «Хронік» Макбет — набагато більш співчутливий персонаж. Король Дункан зображений як слабкий правитель, який порушує шотландські закони про спадкоємство, не порадившись з танами, перш ніж призначити свого сина, ще дитину на ім'я Малкольм, правителем після себе. Макбет та багато інших танів розлючені цим вчинком.
Під враженням від пророцтв трьох жінок, яких він зустрічає, Макбет намагається силою узурпувати королівство. Його також підштовхує дружина, яка є амбітною та бажає титулу королеви для себе.
У «Хроніках» Холіншеда Банко зображено як інтриган: він є співучасником вбивства Макбетом Дункана. Порівняно з версією Шекспіра, в якій Дункана вбивають уві сні, Дункан гине в битві, і його смерть не дуже детальна; «[Макбет] вбив короля в Енурнсі… на шостому році його правління».
У «Хроніках» Макбет править Шотландією 10 років, і є здібним і мудрим монархом, який впроваджує похвальні закони. Побоюючись, що Банко захопить королівство, Макбет запрошує його на вечерю, де має намір убити його разом із сином. Вбивство Банко вдається, але його син Флінс тікає до Уельсу. Макбет, переконаний відьмами у своїй непереможності, вчиняє обурливі вчинки проти своїх підданих, поступово перетворюючись на жорстокого та параноїдального правителя.
Оповідь закінчується тим, що Макбета вбиває Макдуф, який потім приносить його голову синові першого короля, Малкольму.

### Хроніки та Король Лір
Вважається, що Шекспір використовував перероблене друге видання Хронік, яке було опубліковано 1587 року. «Король Лір» Шекспіра вільно продовжує історію, детально описану в Хроніках, де старші дочки Лайра, Гонерілья та Регана, виходять заміж за герцогів Корнуольського та Олбані. Після випробування коханням Лайр постановляє, що лише половина його королівства має бути негайно передана герцогам, а решта має бути розділена після його смерті. Це призводить до того, що герцоги захоплюють владу, і Лайр залишається лише з невеликою свитою для утримання. Потім Лайр тікає до Галлії, де живе його молодша дочка Корделія. Завдяки вірній підтримці молодшої дочки він називає Корделію своєю єдиною спадкоємицею. Вона та її чоловік Аганіпп, король франків, збирають армію та повертають Лайра на трон, убивши герцогів. Потім Лайр править два роки до своєї смерті, а його наступником є Корделія, яка править протягом наступних п'яти років.
Основна відмінність «Хронік» полягає в продовженні ворожнечі через дітей сестер. Сини Гонерильї та Ріган повстають проти Корделії та ув'язнюють її, що призводить до періоду громадянської війни, і Корделія скоює самогубство.
У «Хроніках» 1577 року представлені гравюри на дереві із зображеннями короля Лайра та Корделії, законних правителів. Підкреслюється їхня переважна доброта в історії.
Серед письменників, які могли вплинути на «Короля Ліра», були Джеффрі Монмутський та Едмунд Спенсер.